# Hee Haw
Hee Haw — единственный мини-альбом австралийской постпанк-группы The Boys Next Door, изданный в 1980 году.

## Об альбоме
После выхода дебютного альбома The Boys Next Door Door, Door, коллектив покинул Mushroom Records и заключил контракт с независимым лейблом Missing Link Records, владелец которого, кантри-исполнитель Кит Гласс, начал исполнять обязанности менеджера группы. Hee Haw был записан The Boys Next Door в составе Кейва, Харви, Говарда, Пью и Калверта в период с июля по август 1979 года, при поддержке звукоинженера Тони Коэна. Мини-альбом вышел в начале 1980 года, для его оформления были использованы рисунки Маркуса Бергнера.

## Список композиций
| №  | Название            | Длительность |
| -- | ------------------- | ------------ |
| 1. | «A Catholic Skin»   | 2:25         |
| 2. | «The Red Clock»     | 2:47         |
| 3. | «Faint Heart»       | 2:51         |
| 4. | «Death by Drowning» | 3:10         |
| 5. | «The Hair Shirt»    | 4:05         |

## Участники записи
- Ник Кейв — вокал, саксофон
- Мик Харви — гитара, фортепиано
- Роланд С. Говард — гитара, бэк-вокал
- Трейси Пью — бас-гитара
- Филл Калверт — ударные